# نهير ميدواي
نهير ميدواي(بالإنجليزية: Medway Rivulet)‏: هو نهر يوجد بولاية نيوساوث ويلز, أستراليا.